# Kisláng
Kisláng é um município da Hungria, situado no condado de Fejér. Tem 53,06 km² de área e sua população em 2015 foi estimada em 2.472 habitantes.